# Fritz-Reuter-Straße 3 (München)

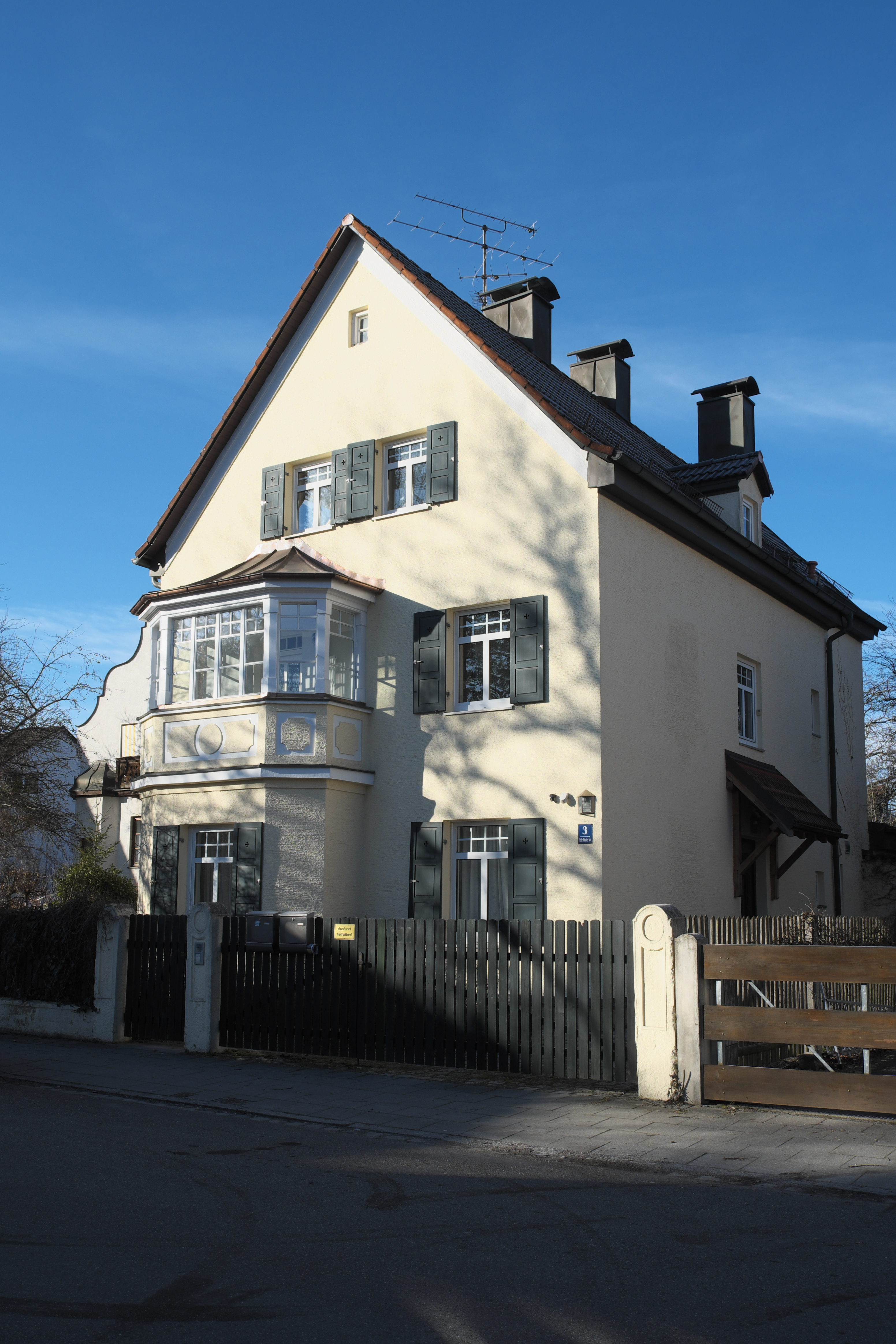
Wohnhaus Fritz-Reuter-Straße 3 im Stadtteil Pasing von München

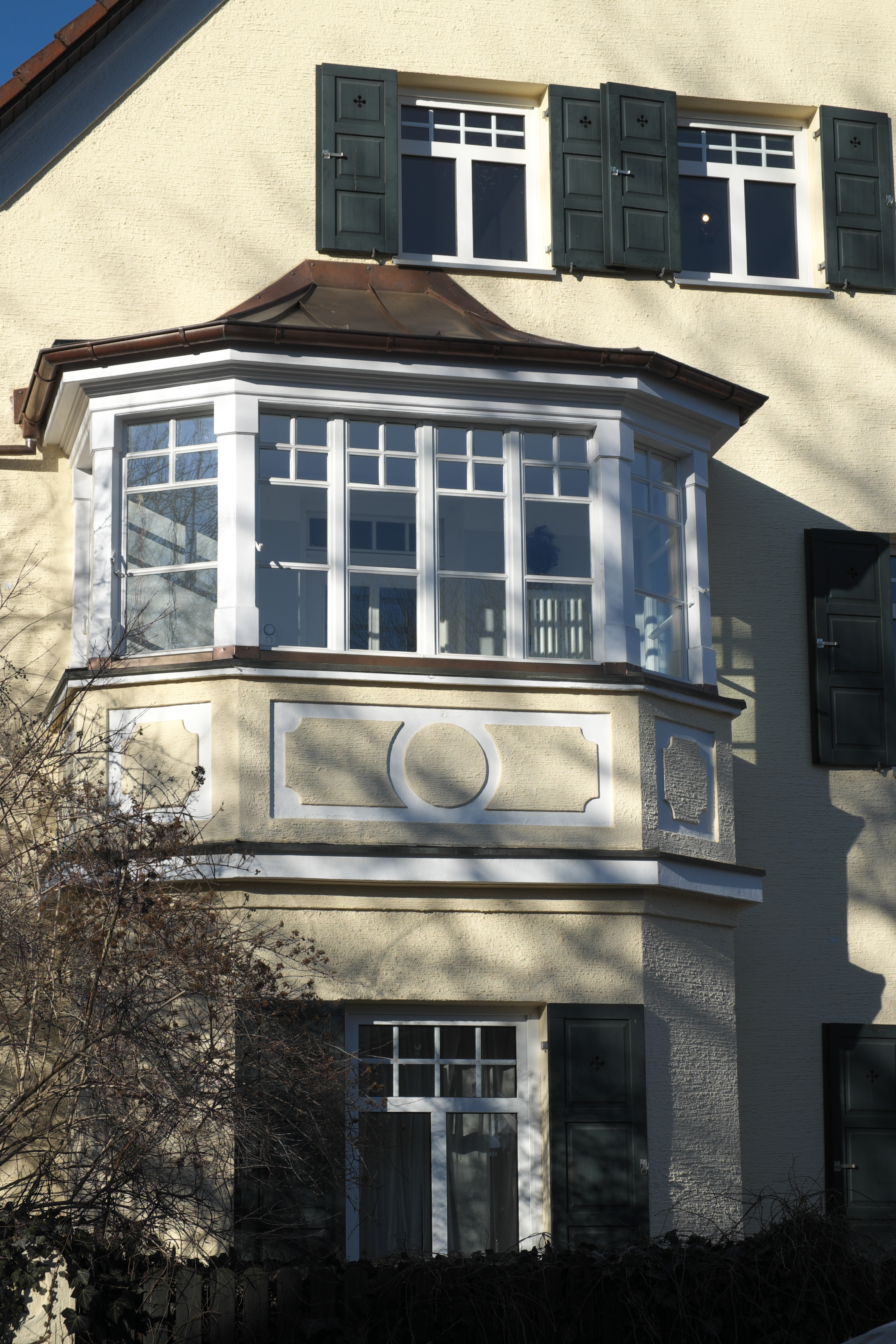
Erker

Das Gebäude Fritz-Reuter-Straße 3 im Stadtteil Pasing der bayerischen Landeshauptstadt München wurde 1894 errichtet. Das Wohnhaus in der Fritz-Reuter-Straße, das zur Frühbebauung der Villenkolonie Pasing I gehört, ist ein geschütztes Baudenkmal.
Der zweigeschossige Satteldachbau mit polygonalem Erker wurde nach Plänen des Architekturbüros August Exter im Heimatstil errichtet. 
Im Jahr 1913 erfolgte ein Umbau, da die Villen aus dem Büro August Exter oft zu klein waren.